# Ottavio Paravicini
Ottavio Paravicini (ur. 11 lipca 1552 w Rzymie, zm. 3 albo 5 lutego 1611 tamże) – włoski kardynał.

## Życiorys
Urodził się 11 lipca 1552 roku w Rzymie. 5 marca 1584 roku został wybrany biskupem Alessandrii, uzyskując dyspensę z powodu nieposiadania święceń kapłańskich, a 15 lipca przyjął sakrę. W latach 1587–1591 pełnił rolę nuncjusza w Konfederacji Szwajcarskiej. 6 marca 1591 roku został kreowany kardynałem prezbiterem i otrzymał kościół tytularny San Giovanni a Porta Latina. Został także mianowany legatem we Francji, jednak jego misja się nie rozpoczęła, z powodu śmierci papieża. Około 1596 roku zrezygnował z zarządzania diecezją. W 1608 roku został kamerlingiem Kolegium Kardynałów i pełnił tę funkcję przez jedną roczną kadencję. Zmarł 3 albo 5 lutego 1611 roku w Rzymie.